# 韦利科·巴卡顺
韦利科·巴卡顺（1920年6月14日—2007年7月17日），克罗地亚男子水球运动员。他曾代表南斯拉夫国家队参加1948年和1952年夏季奥林匹克运动会水球比赛，获得一枚银牌。